# NGC 6295
NGC 6295 ist eine 14,9 mag helle spiralförmige Radiogalaxie vom Hubble-Typ S im Sternbild Drache am Nordsternhimmel. Sie ist schätzungsweise 419 Millionen Lichtjahre von der Milchstraße entfernt und hat einen Durchmesser von etwa 110.000 Lj.
Im selben Himmelsareal befindet sich u. a. die Galaxie NGC 6292.
Das Objekt wurde am 9. Juni 1886 von Lewis A. Swift entdeckt.